# Vadim Zagladine
Vadim Valentinovitch Zagladine (en russe : Вадим Валентинович Загладин), né le 23 juin 1927 à Moscou et mort le 17 novembre 2006 dans la même ville, est un homme politique et idéologue soviétique.

## Biographie
- Il fut diplômé de l'Institut d'État des relations internationales de Moscou, et y enseigna de 1949 à 1956.
- De 1964 à 1988, il a été premier secrétaire adjoint du Département international du Comité central du Parti communiste de l'Union soviétique, et assista les secrétaires Boris Ponomarev (en) et Anatoli Dobrynine.
- De 1988 à 1991, il fut un proche conseiller de Mikhaïl Gorbatchev sur la perestroïka et la glasnost, et il a continué son rôle de conseiller principal au sein de la Fondation Gorbatchev jusqu'à sa mort.
- Il a également été vice-président de l'Association pour la coopération euro-atlantique (CCAE), promouvant les relations entre la Russie et l'OTAN.

Il est l'auteur de nombreux ouvrages sur les relations internationales.
Il parlait parfaitement français.
En  2004, il reçoit le Prix Conscience planétaire remis par le Club de Budapest.